# Санта Роса де Тоај
Санта Роса де Тоај (шп. Santa Rosa de Toay) је град у Аргентини у покрајини Ла Пампа. Према процени из 2005. у граду је живело 102.610 становника.

## Становништво
Према процени, у граду је 2005. живело 102.610 становника.
| 1980.  | 1991.  | 2001.  |
| ------ | ------ | ------ |
| 51.689 | 75.067 | 94.340 |